# Florian Hacke

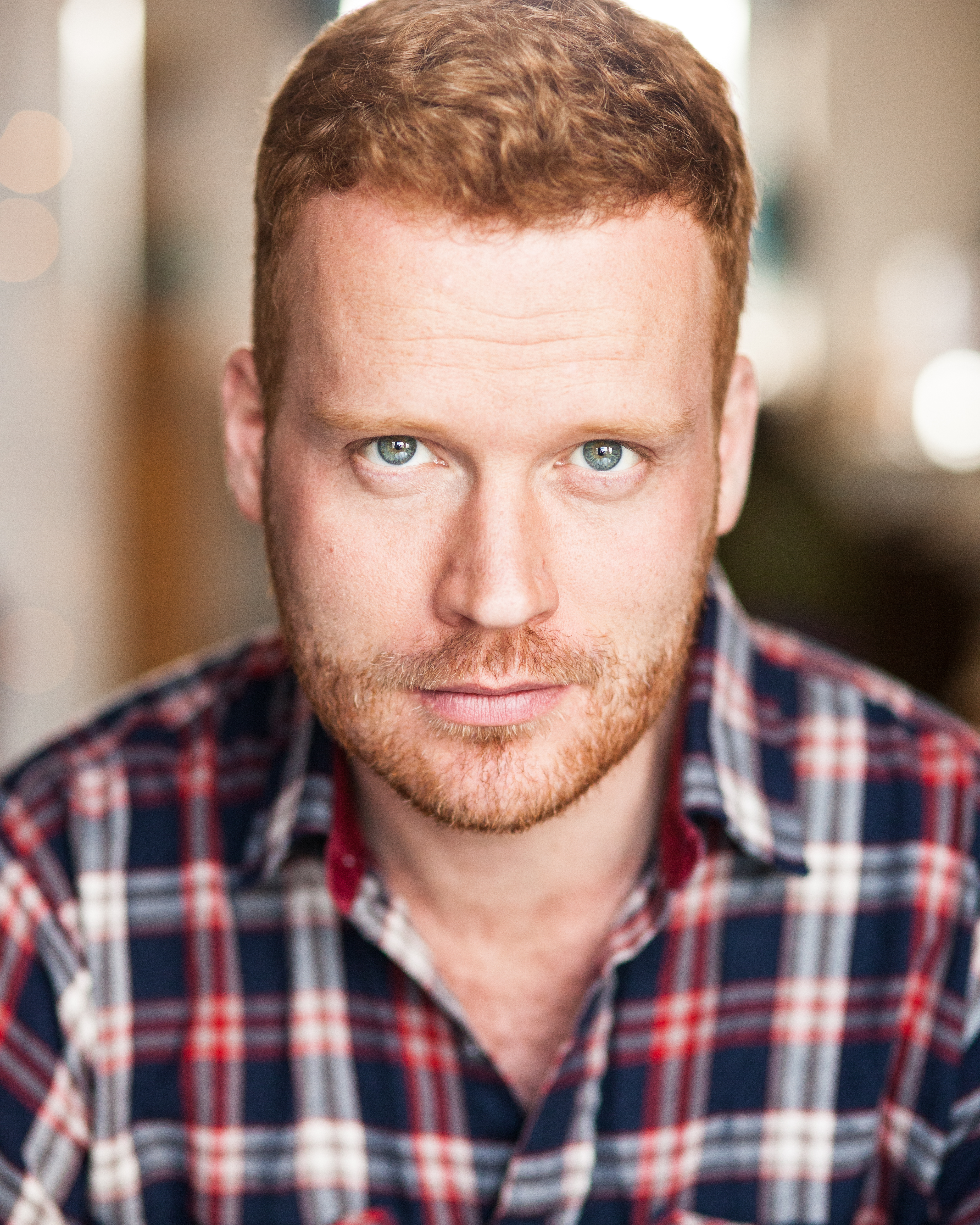
Florian Hacke (2014)

Florian Hacke (* 30. Oktober 1978 in Hannover) ist ein deutscher Schauspieler, Kabarettist, Comedian und Poetry-Slammer.

## Leben
Florian Hacke absolvierte sein Schauspielstudium an der Hochschule für Musik und Theater Rostock (Diplom, Semester 2003).
Nach seinem Studium war er von 2003 bis 2009 festes Ensemblemitglied am Theater Lübeck, wo er in über 40 Produktionen zu sehen war und zahlreiche Rollen des klassischen und modernen Theaterrepertoires spielte. Zu seinen Lübecker Hauptrollen gehörten u. a. Ferdinand in Kabale und Liebe (2006), Biff Loman in Tod eines Handlungsreisenden (2007) sowie die Titelrollen in Peer Gynt (2008) und Don Karlos (2009).
In der Spielzeit 2006/07 gastierte Hacke als Sir Toby in Was ihr wollt beim „Gartentheater Herrenhausen“ in Hannover. 2011 spielte er am Stage Theater am Potsdamer Platz in Berlin in der Uraufführung des Musicals Hinterm Horizont, das auf Erlebnissen und Songs von Udo Lindenberg basiert, als Erstbesetzung die Rolle des „Stasi Fritzsche“. 2012 trat er am St. Pauli Theater in Hamburg als Bernard in Tod eines Handlungsreisenden auf und gastierte in dieser Produktion (Regie: Wilfried Minks) bei den Ruhrfestspielen Recklinghausen. Bei den Domfestspielen Bad Gandersheim sang er 2012 den Molokov im Musical Chess. 2013 gehörte er zur Originalbesetzung des Musicals War Horse – Gefährten im Theater des Westens in Berlin.
In der Spielzeit 2023/24 gastierte er am Theater Kiel in der Inszenierung des Musicals West Side Story als Officer Krupke.
Hacke wirkte auch in einigen Kino- und TV-Produktionen mit. Sein Kinodebüt gab er 2019 in Fisch für die Geisel (Regie: Steffen Cornelius Tralles), wo er in einer Hauptrolle zu sehen ist. Der Film lief u. a. auf den Hofer Filmtagen 2019 und dem London International Film Festival 2020. In der 5. Staffel der TV-Serie In aller Freundschaft – Die jungen Ärzte (2020) hatte er eine Episodenhauptrolle als sympathischer Monteur Jörg Zimpher, der sich eine Schönheitsoperation wünscht. Außerdem drehte er Werbekampagnen für Warsteiner, Opel und IKEA.
Neben seiner Arbeit als Darsteller arbeitete Hacke als Regisseur und Autor sowie als Dozent an der Joop van den Ende Academy in Hamburg. 2017 schrieb er sein erstes Solo-Comedy-Programm „Hasenkind du stinkst“ über seine Erfahrungen als Vater in Elternzeit (2016 und 2018), das in Lübeck uraufgeführt wurde und mit dem er anschließend u. a. in Berlin, Hamburg, Greifswald und Stuttgart gastierte. Von 2022 bis 2023 tourte er mit seinem Solo-Programm „Nichts darf man mehr!“. Im Jahr 2023 startete sein Solo-Programm „Happy End“.
Florian Hacke ist Vater von drei Kindern und lebt mit seiner Familie in Kiel.

## Auszeichnungen
- 2018 und 2019: Landesmeister Schleswig-Holstein im Poetry-Slam[10][11]
- 2019: 3. Platz beim Hamburger Comedy Pokal[12]
- 2019: Jurypreis bei der St. Ingberter Pfanne[13]
- 2021: Kabarettpreis Das Schwarze Schaf[14]
- 2021: Jurypreis des Herborner Schlumpeweck[15]
- 2024: Silberner Reinheimer Satirelöwe[16]

## Filmografie (Auswahl)
- 2006: Maria an Callas (Kinofilm)
- 2006: Wir Weltmeister – ein Fußballmärchen (Fernsehfilm)
- 2013: Weißbeeren (Kurzfilm)
- 2015: SCHULD nach Ferdinand von Schirach: Volksfest (Fernsehserie, eine Folge)
- 2019: Fisch für die Geisel (Kinofilm)
- 2020: In aller Freundschaft – Die jungen Ärzte: Mut fassen (Fernsehserie, eine Folge)
- 2020: Frau Jordan stellt gleich (Fernsehserie)
- 2021: Schwarze Insel (Fernsehfilm)
- 2023: 2 unter Millionen (Fernsehfilm)
- 2023: Hotel Mondial: Klassentreffen (Fernsehserie, eine Folge)
- 2023: WOW! Nachricht aus dem All (Kinofilm)

## Werke (Auswahl)

### Veröffentlichungen in Sammelbänden
- 2022: Textbeitrag in Textsorbet - Volume 3G: gesehen, gelesen, gestaunt (Hrsg. Elias Raatz). Dichterwettstreit deluxe, Villingen-Schwenningen. ISBN 978-3-9820358-6-4.

### Solo-Comedy-Programme
- 2017–2022[17]: Hasenkind du stinkst
- 2022–2023: Nichts darf man mehr!
- 2023–2024: Happy End

## Rezension
Nach Christian Braumann sei 

„ein Highlight des Programms [Nichts darf man mehr!] […] die Nummer über die Situation, mit Christian Lindner und Alice Weidel auf einer einsamen Insel gelandet zu sein und sich die Frage zu stellen, wer wen aufessen soll. Immer wieder wird es politisch […] - jeder bekommt sein Fett weg.“